# Câu lạc bộ bóng đá T&T Baoercheng
Câu lạc bộ bóng đá T&T Baoercheng là một câu lạc bộ bóng đá bán chuyên của Việt Nam. Đội từng thi đấu ở Giải vô địch bóng đá hạng nhì Việt Nam.

## Lịch sử
Nguyên thủy, đội hình thành từ các tuyển thủ của Trung tâm Đào tạo bóng đá trẻ VST. Đây là một trung tâm đào tạo bóng đá tư nhân, do anh em tuyển thủ Văn Sỹ Hùng và Văn Sỹ Thủy thành lập cuối năm 2004 tại Nghệ An. Chỉ sau 3 năm hoạt động, đội giành được quyền thi đấu ở Giải bóng đá hạng nhì Quốc gia 2008.
Tháng 2 năm 2008, câu lạc bộ được ông Nguyễn Hải An - Chủ tịch Hội đồng quản trị Tập đoàn địa ốc Hải An (Thành phố Hồ Chí Minh), một người gốc Nghệ An, bỏ ra 8 tỷ đồng mua lại 80% cổ phần. Đội được đổi sang tên mới là Câu lạc bộ bóng đá VST - Hải An Sài Gòn United.
Sau khi giành được vé lên thi đấu ở Giải bóng đá hạng nhất Quốc gia 2009, đội được đổi tên thành Câu lạc bộ bóng đá Sài Gòn United và đưa vào Thành phố Hồ Chí Minh với mong muốn sẽ trở thành đội bóng tiêu biểu của thành phố này.
Tuy nhiên, tại mùa bóng 2009, đội thi đấu không thành công, bị mất oan 6 điểm và bị rơi trở lại Giải vô địch bóng đá hạng nhì Việt Nam. Sau khi ông Hải An tỏ ý không muốn duy trì đội bóng, đầu năm 2010, Tập đoàn T&T đã mua lại đội bóng và đổi sang tên mới là Câu lạc bộ bóng đá T&T Baoercheng và đi chuyển đội bóng trở ra lại Hà Nội.
Mùa bóng 2011 câu lạc bộ bóng đá T&T Baoercheng đổi tên thành câu lạc bộ bóng đá T&T V&V khi có sự kết hợp chia sẻ giữa T&T Baoercheng và Viet Intelligences Corporation.
Giải hạng nhì 2012 đội bóng một lần nữa đổi tên thành câu lạc bộ bóng đá V&V United.
Trước khi khởi tranh mùa bóng hạng nhì 2014 câu lạc bộ bóng đá V&V United đã xin rút lui không tham dự và giải tán đội.

## Đội hình hiện tại
Tính đến đầu mùa giải Hạng nhất 2009
Ghi chú: Quốc kỳ chỉ đội tuyển quốc gia được xác định rõ trong điều lệ tư cách FIFA. Các cầu thủ có thể giữ hơn một quốc tịch ngoài FIFA.
| Số | VT | Quốc gia     | Cầu thủ            |
| -- | -- | ------------ | ------------------ |
| 1  | TM | Việt Nam     | Nguyễn Thành Trung |
| 2  | HV | Việt Nam     | Nguyễn Xuân Quý    |
| 3  | HV | Việt Nam     | Rơ Lan Dem         |
| 4  | HV | Việt Nam     | Trần Bá Tùng       |
| 5  | HV | Việt Nam     | Hoàng Văn Hoàn     |
| 6  | TĐ | Brasil       | Toso Carlos Albert |
| 7  | TV | Việt Nam     | Trần Đức Trung     |
| 8  | TV | Việt Nam     | Trần Văn Luân      |
| 9  | TĐ | Cộng hòa Séc | Jan Jemlik         |
| 10 | TV | Việt Nam     | Nguyễn Văn Quý     |
| 11 | TĐ | Việt Nam     | Đặng Hữu Phước     |
| 12 | HV | Việt Nam     | Trần Văn Hùng      |
| 13 | HV | Việt Nam     | Nguyễn Văn Kiệt    |
| 14 | TV | Việt Nam     | Nguyễn Thắng Bảo   |

| Số | VT | Quốc gia     | Cầu thủ           |
| -- | -- | ------------ | ----------------- |
| 15 | HV | Việt Nam     | Trần Anh Tuấn     |
| 16 | TV | Việt Nam     | Trương Công Thảo  |
| 17 | TV | Việt Nam     | Hoàng Hải Dương   |
| 18 | TV | Việt Nam     | Phan Tiến Hoài    |
| 19 | TĐ | Việt Nam     | Trần Hải Đài      |
| 20 | HV | Việt Nam     | Phạm Văn Hoàn     |
| 21 | TĐ | Việt Nam     | Hoàng Đức Ước     |
| 22 | TĐ | Việt Nam     | Phan Đước Trường  |
| 23 | HV | Việt Nam     | Nguyễn Văn Ngọ    |
| 24 | TV | Việt Nam     | Nguyễn Đức Kiên   |
| 25 | HV | Việt Nam     | Nguyễn Hồng Quảng |
| 26 | TĐ | Cộng hòa Séc | Jan Hubka         |
| 30 | TM | Việt Nam     | Phan Công Luận    |